# Parlament de Moldàvia
El Parlament de la República de Moldàvia (romanès Parlamentul Republicii Moldova) és una assemblea unicameral amb 101 escons. Els seus membres són elegits per votació popular cada 4 anys. El parlament escull un president, que funciona com el cap d'Estat. El president designa un primer ministre com a cap de govern que al seu torn reuneix un gabinet, ambdós sotmesos a l'aprovació parlamentària.

## Personal
El personal del Parlament, assegura una assistència d'organització, informació i tecnologia a l'activitat del Parlament, la Mesa Permanent, les comissions permanents, els grups parlamentaris i els diputats. L'estructura i els antecedents del personal del Parlament són aprovats pel mateix Parlament.

## El procediment legislatiu
D'acord amb la Constitució de Moldàvia (1994), el Parlament és l'òrgan suprem de representació i l'autoritat legislativa única de l'Estat. El dret d'iniciativa legislativa correspon als membres del Parlament, al portaveu (excepte les propostes de revisió de la Constitució) i al Govern. En l'exercici d'aquest dret els diputats i el President de l'Estat poden presentar projectes i propostes legislatives, mentre que el Govern presenta projectes.

## Estructura de les formes legislatives

### Parlament de Moldàvia 1994-1998
| 56   | 28      | 11  | 9       |  |
| PDAM | BePSMUE | BTI | BeAFPCD |  |

### Parlament de Moldàvia 1998-2001
| 40   | 26                    | 24             | 11  |  |
| PCRM | Convenció Democràtica | Dem & Pròspera | PFD |  |

### Parlament de Moldàvia 2001-2005
| 71   | 19              | 11   |  |
| PCRM | Aliança Braghis | PPCD |  |

### Parlament de Moldàvia 2005-2009
| 56   | 22  | 8   | 4   | 11   |  |
| PCRM | AMN | PDM | PSL | PPCD |  |

### Parlament de Moldàvia abril-juliol 2009
| 60   | 15 | 15   | 11  |  |
| PCRM | PL | PLDM | AMN |  |

### Parlament de Moldàvia 2009-2010
| 48   | 18   | 15 | 13  | 7   |  |
| PCRM | PLDM | PL | PDM | AMN |  |

### Parlament de Moldàvia 2010-2014
| 42   | 32   | 15  | 12 |  |
| PCRM | PLDM | PDM | PL |  |

## Presidents del Parlament de Moldàvia
- Alexandru Moşanu 4 de setembre de 1990 – 2 de febrer de 1993
- Petru Lucinschi 4 de febrer, 1993 – 9 de gener, 1997
- Dumitru Moţpan 5 de març, 1997 – 23 d'abril, 1998
- Dumitru Diacov 23 d'abril, 1998 – 20 de març, 2001
- Eugenia Ostapciuc 20 de març, 2001 – 24 de març, 2005
- Marian Lupu 24 de març, 2005 - 5 de maig, 2009
- Ivan Călin (interí) 5 de maig, 2009 - 12 de maig, 2009
- Vladimir Voronin 12 de maig, 2009 - 28 d'agost, 2009
- Mihai Ghimpu elected 28 d'agost, 2009

## L'edifici del Parlament
L'edifici del Parlament fou l'antiga seu del Comitè Central del Partit Comunista de Moldàvia al carrer Ştefan cel Mare (antigament carrer Lenin). Els arquitectes foren A.N.Cherdantsev i G.N.Bosenko.

## Galeria d'imatges

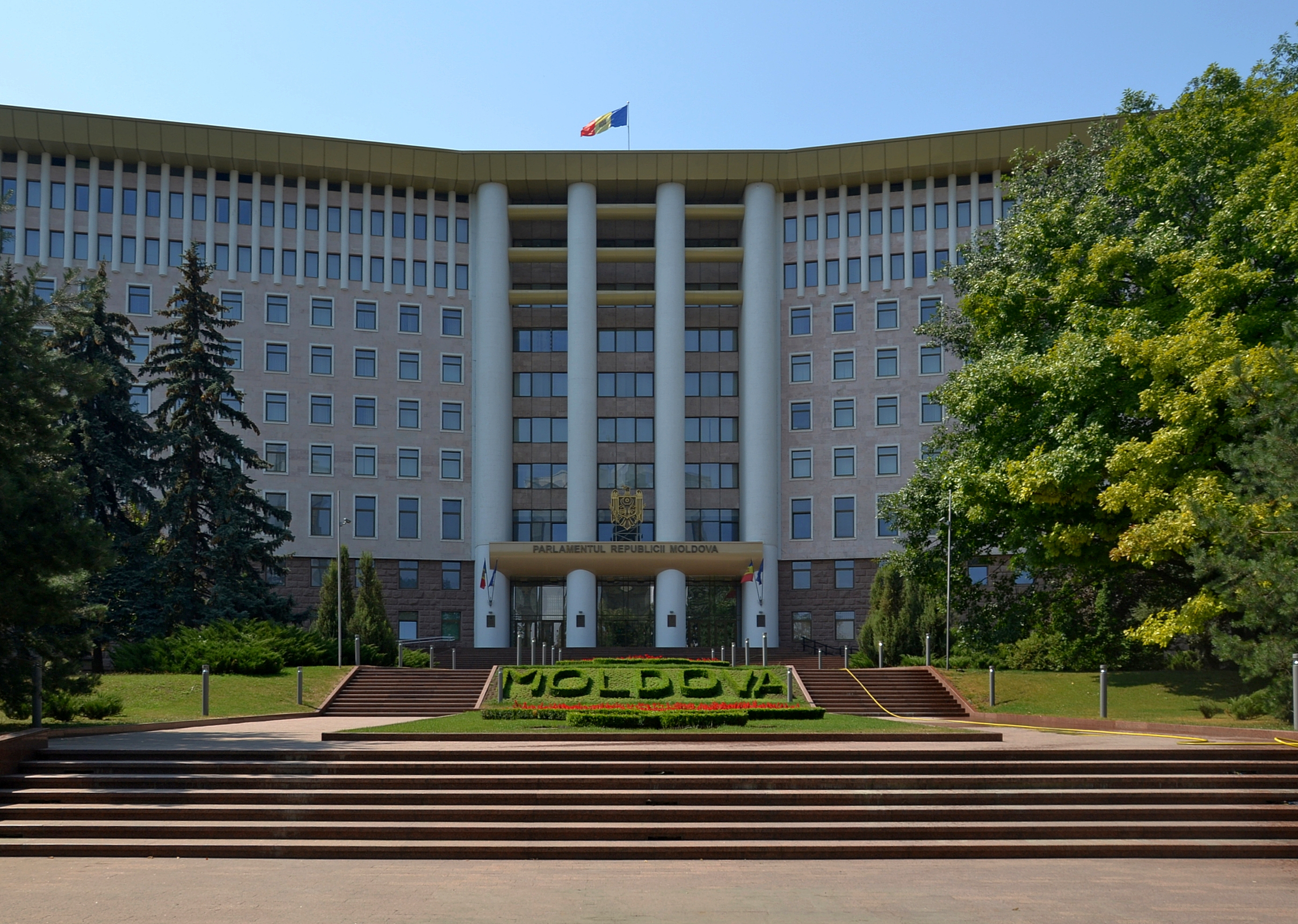
Cara frontal del Parlament
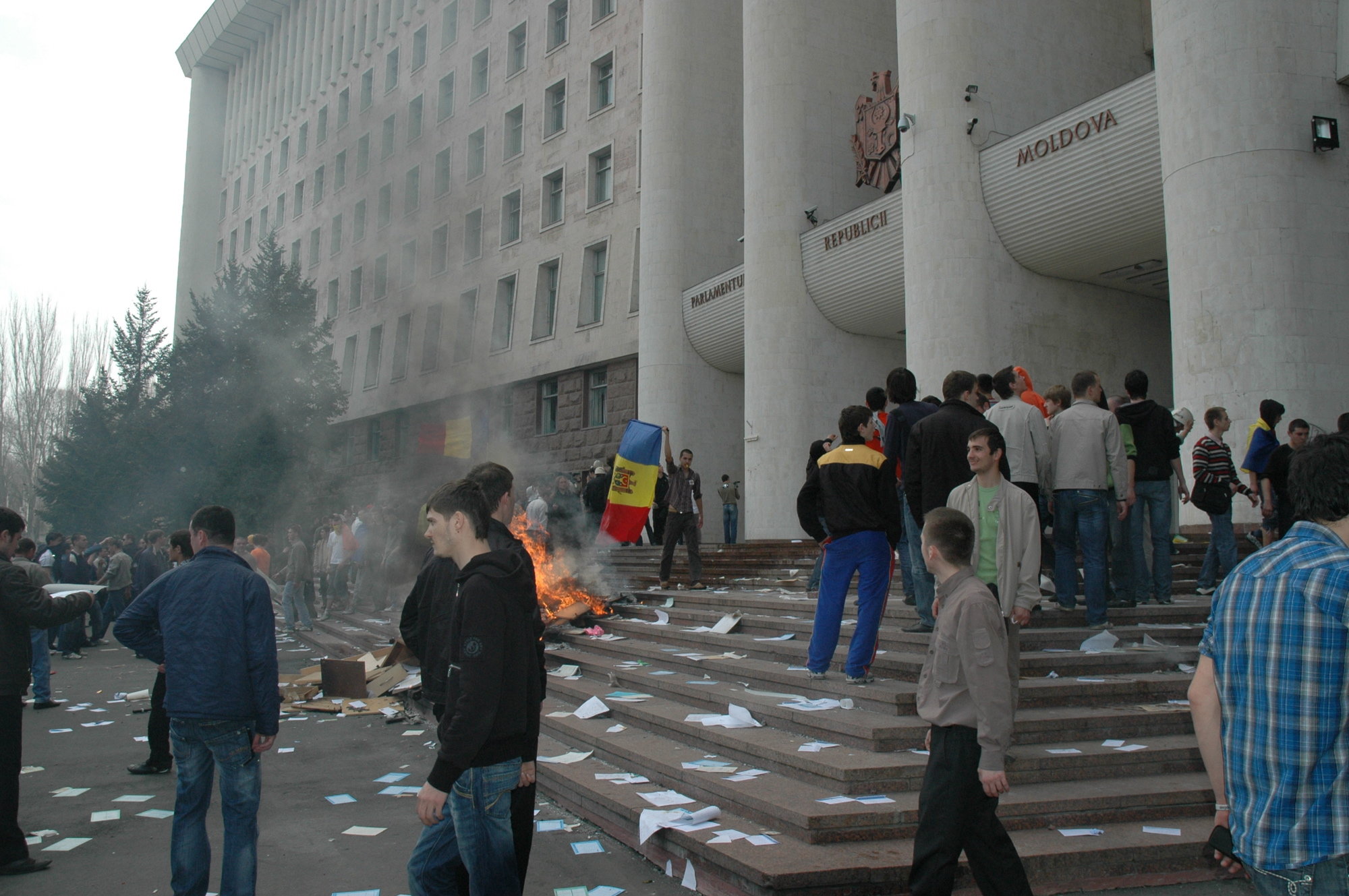
Protestes de 2009 davant el Parlament
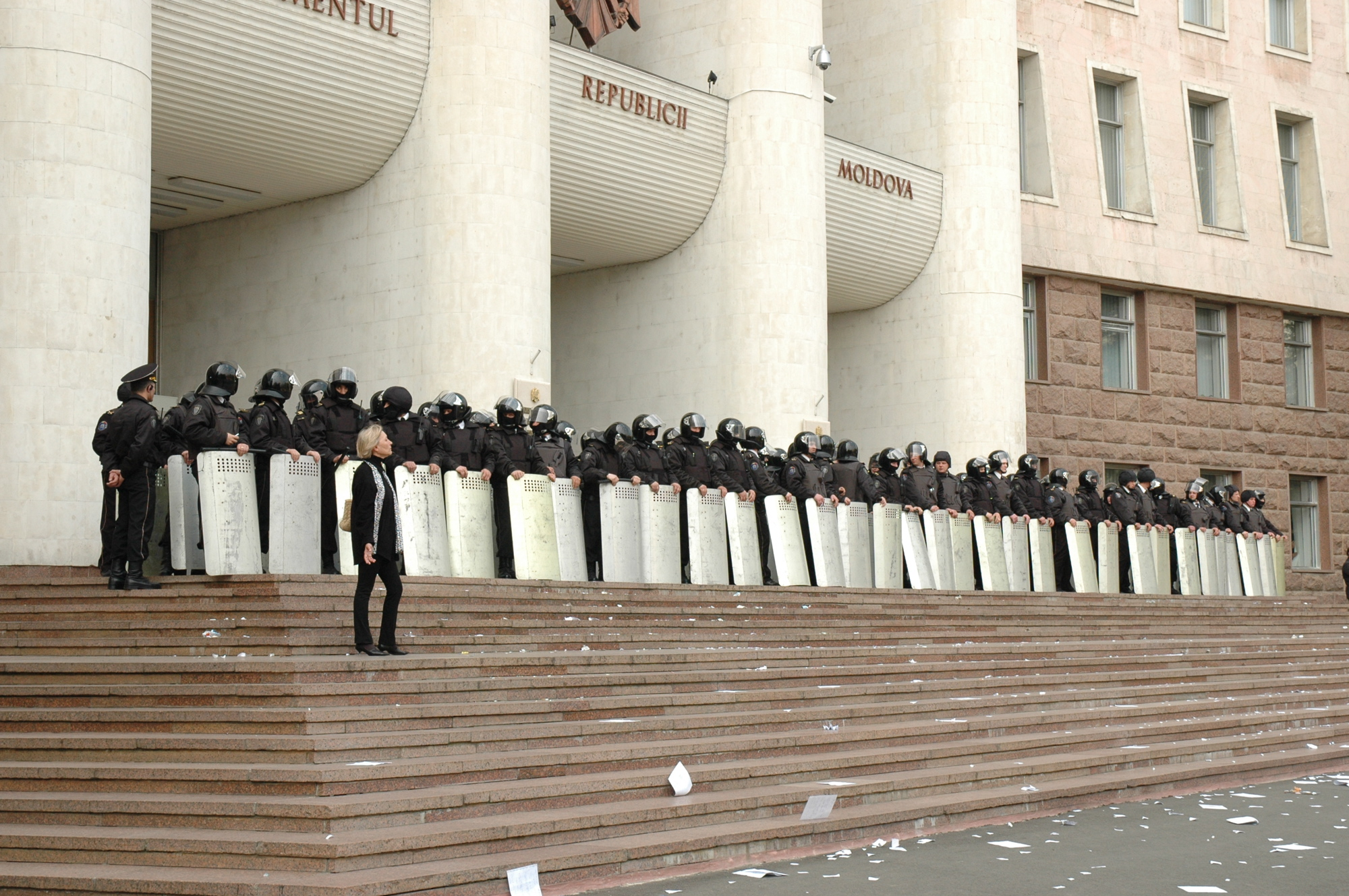
Protestes de 2009 davant el Parlament
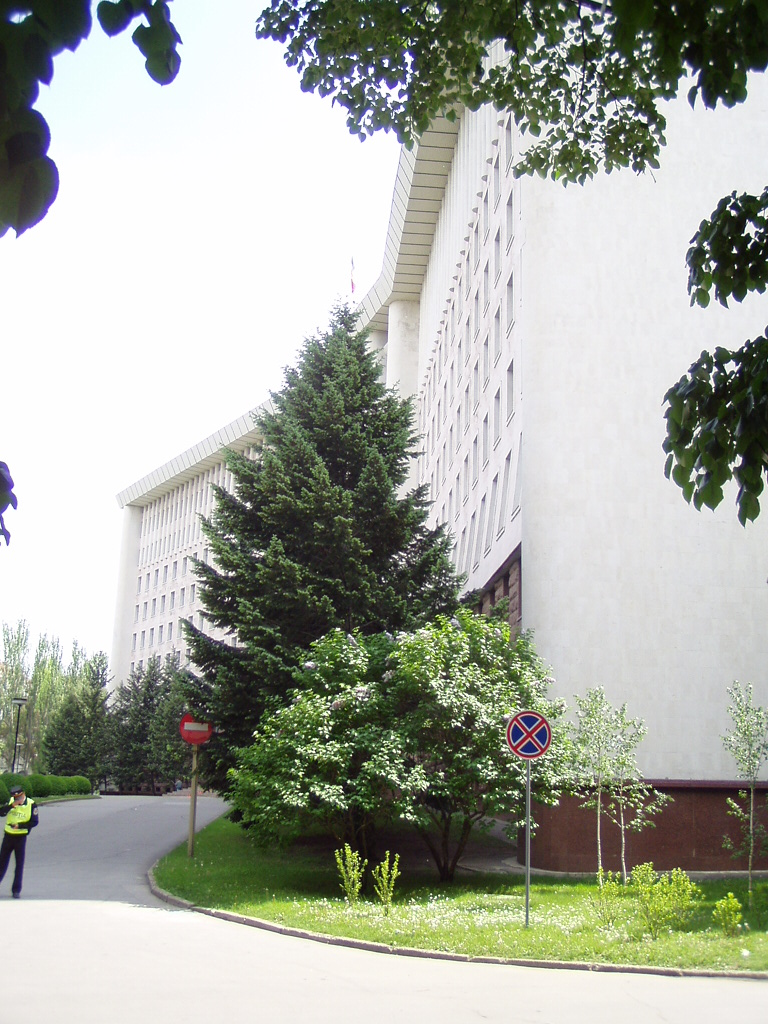
Edifici del Parlament